# Suluspökuggla
Suluspökuggla (Ninox reyi) är en fågel i familjen ugglor inom ordningen ugglefåglar.

## Utseende och läte
Suluspökuggla är en rätt liten skogslevande uggla. Fjäderdräkten är jämnt bandad, med brunt på ovansida och huvud, medan undersidan är orangebrun. Vidare har den vita fläckar på vingen, ett brutet ljust band bakom skuldran, ljus buk, långa borst kring ansiktet och gula ögon. Karakteristiskt är också vit strupe. Fågeln är troligen den enda i sitt utbredningsområde förutom mantananidvärguven. Till skillnad från denna är suluspökugglan rostfärgad snarare än grå och saknar svart linje kring ansiktet. Bland lätena hörs märkliga kluckande toner i en snabb serie, inlett av två långsammare.

## Utbredning och systematik
Suluspökuggla återfinns i södra Filippinerna på Suluöarna: Sulu, Siasi, Tawitawi och Sibutu. Tidigare fördes arten till luzonspökuggla (Ninox philippensis), då under det svenska trivialnamnet filippinsk spökuggla.

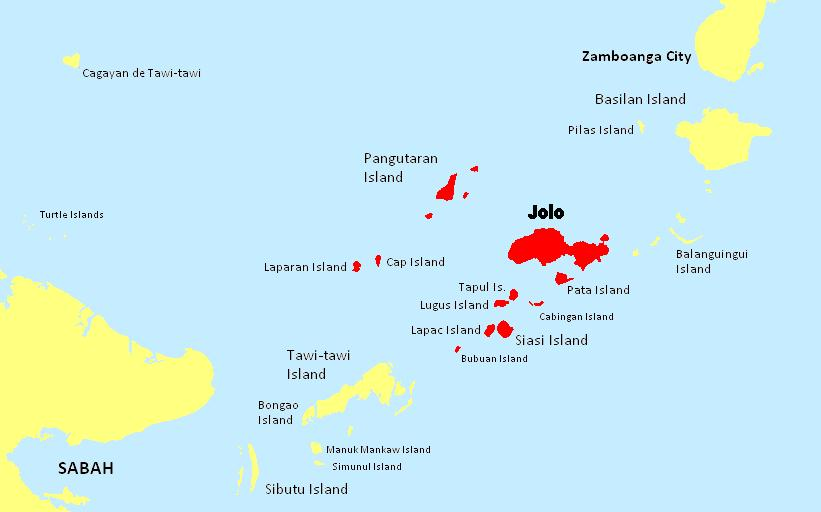
Karta över Suluöarna mellan Mindanao och Borneo.

## Levnadssätt
Suluspökugglan bebodde tidigare ursprunglig regnskog, men denna har till stor del avverkats. Istället hittas den i ungskog, skogsbryn, högväxt mangrove och stora träd nära byar. Både föda och häckningsvanor är okända.

## Status och hot
Rostmaskpapegojan har ett begränsat utbredningsområde och en liten världspopulation bestående av uppskattningsvis endast 1 000–2 500 vuxna individer. Den tros också minska i antal till följd av habitatförlust. Fågeln är därför upptagen på internationella naturvårdsunionen IUCN:s röda lista över hotade arter, kategoriserad som sårbar (VU).

## Namn
Fågelns vetenskapliga namn hedrar en Dr S. Rey, tysk naturforskare.